# Astala carbonaria
Astala carbonaria är en fjärilsart som beskrevs av Alpheus Spring Packard 1887. Astala carbonaria ingår i släktet Astala och familjen säckspinnare. Inga underarter finns listade i Catalogue of Life.